# Tetragonoderus latipennis
Tetragonoderus latipennis är en skalbaggsart som beskrevs av Leconte. Tetragonoderus latipennis ingår i släktet Tetragonoderus och familjen jordlöpare. Inga underarter finns listade i Catalogue of Life.